# Эндимешк
Эндиме́шк (перс. اندیمشک‎) — город на юго-западе Ирана, в остане Хузестан. Административный центр шахрестана Эндимешк. Население — 179,8 тыс. человек. Железнодорожная станция на линии Тегеран-Ахваз.
25 ноября 1986 около 150 самолётов иракской авиации нанесли бомбовые удары по Эндимешку. Этот налёт стал самой крупной воздушной атакой на город со времени Вьетнамской войны.